# Puits sacré de Funtana Coberta
Le puits sacré de Funtana Coberta (en italien : Pozzo sacro di Funtana Coberta) est un site archéologique de type puits sacré nuragique, situé près de Ballao, province du Sud-Sardaigne, Sardaigne. Son origine remonte aux environs de 1200 av. J.-C..
Daté de la période de la culture nuragique et constituant un des nombreux temples d'époque voués au culte de l'eau, le puits sacré de Funtana Coberta  fait partie des 31 sites sardes qui sont candidats pour entrer dans la liste du patrimoine mondial de l'UNESCO, présentés et sélectionnés par la Fondation Barumini, l'association La Sardaigne vers l'UNESCO et  la Région Sarde.
Des fouilles entreprises en 1918 par Antonio Taramelli, à l'origine de la découverte, ont été complétées par celles opérées en 1994 par Maria Rosaria Manunza, mettant en évidence de nombreuses offrandes votives : statuettes de bronze, bijoux et objets précieux de fabrication indigène ou extérieure.

## Description
Le temple est réalisé à l'aide de blocs en pierre calcaire équerrées en forme de parallélépipèdes. Il mesure 10,60 m de long et comporte un vestibule rectangulaire de 1,90 m de large et un escalier de 12 marches dont le plafond est formé de 12 architraves qui semblent refléter celles de l'escalier. Celui-ci mène au tholos de forme circulaire, de 5,50 m de haut et large à la base 3,50 m. Son pavement est constitué de grandes plaques de pierre disposées en étoile.
Sur le sol du tholos, en position excentrée, s'ouvre le puits dont le conduit est revêtu de 34 rangées de pierres. Sa profondeur est de 5,20 m et son diamètre à l'entrée qui est de 1,35 m se réduit pour atteindre 0,90 m au fond creusé dans la pierre où jaillit l'eau.
La structure se résume désormais au mur du périmètre qui renferme l'atrium et le tambour du puits.

## Les fouilles archéologiques
Les fouilles entreprises par Antonio Taramelli en 1918 ont mis en évidence le site archéologique de Funtana Coberta.
L'endroit a fait l'objet de nouvelles compagnes de fouilles en 1994, 1998, 2003 et 2008,.
En dessous d'une première strate d'époque romaine a été mise au jour une couche d'objets culturels datant uniquement de la période nuragique.
La strate numérotée 150 comporte une céramique datant de l'âge du bronze moyen ou du bronze final. À partir de cet élément, les archéologues estiment l'origine du temple à cette période.
Dans la strate la plus ancienne, il a été découvert une jarre contenant des fragments d'épées votives et des lingots à peau de bœuf. La jarre, par sa typologie, est datable entre le bronze moyen et le final.
Parmi les restes archéologiques se trouvent aussi des haches dont les matrices servant à les fondre ont été découvertes à proximité des nuraghe Albucciu (it) près de Arzachena. Ces haches sont comparables aux exemplaires britanniques et identiques à celles obtenues à partir de matrices de fusion mycéniennes. À noter aussi de la céramique mycénienne, originale et copiée datant de l'helladique III récent, déjà trouvée au nuraghe Antigori.

## Les bronzetti
Des fragments de bronzetti ont été découverts dans d'autres strates : la tête d'un archer, l'oreille d'un animal, un pied avec son support qui résulte semblable à ceux d'autres bronzetti comme le chef de tribu priant et l'archer tirant des flèches de Teti, le chef tribu de monte Arcosu, les guerriers avec épée et arc ou arc et écu de Uta, le soldat avec estoc et écu sur les épaules de Sorgono.

## Datation du puits et des bronzetti
Mis à part un fragment décoré à tacche trouvé pendant la campagne de fouilles en 1998 dans la zone des cabanes à l'est du puits, dans toute l'étendue du puits sacré de Funtana cuberta il n'a été trouvé aucune céramique qui caractérise la phase pré-géométrique, géométrique, géométrique et orientalisante.
Par conséquent, la vie du puits semble s'être terminée au début du bronze final, époque datable grâce aux restes des bronzetti.

## Images

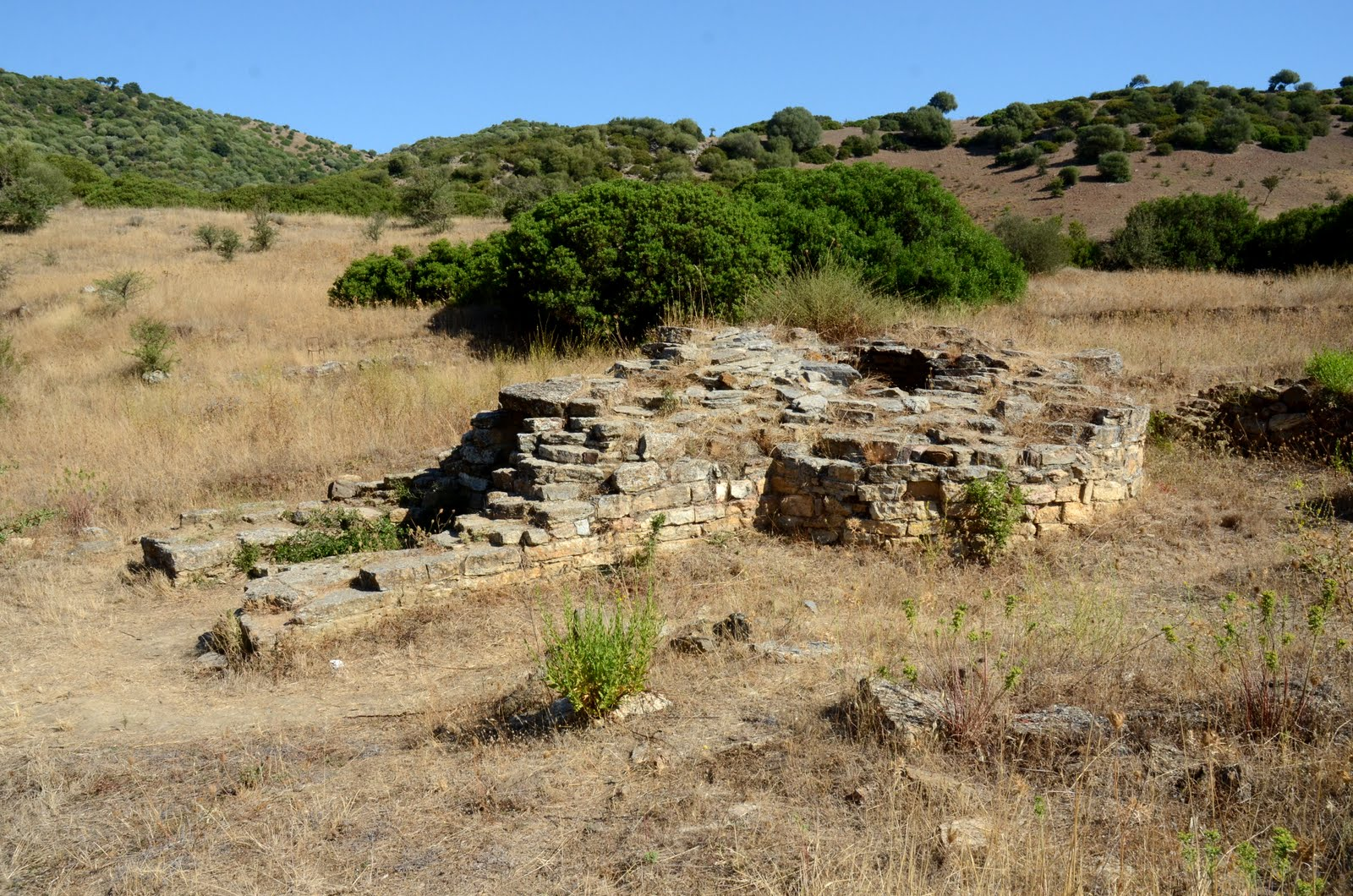
Extérieur du puits
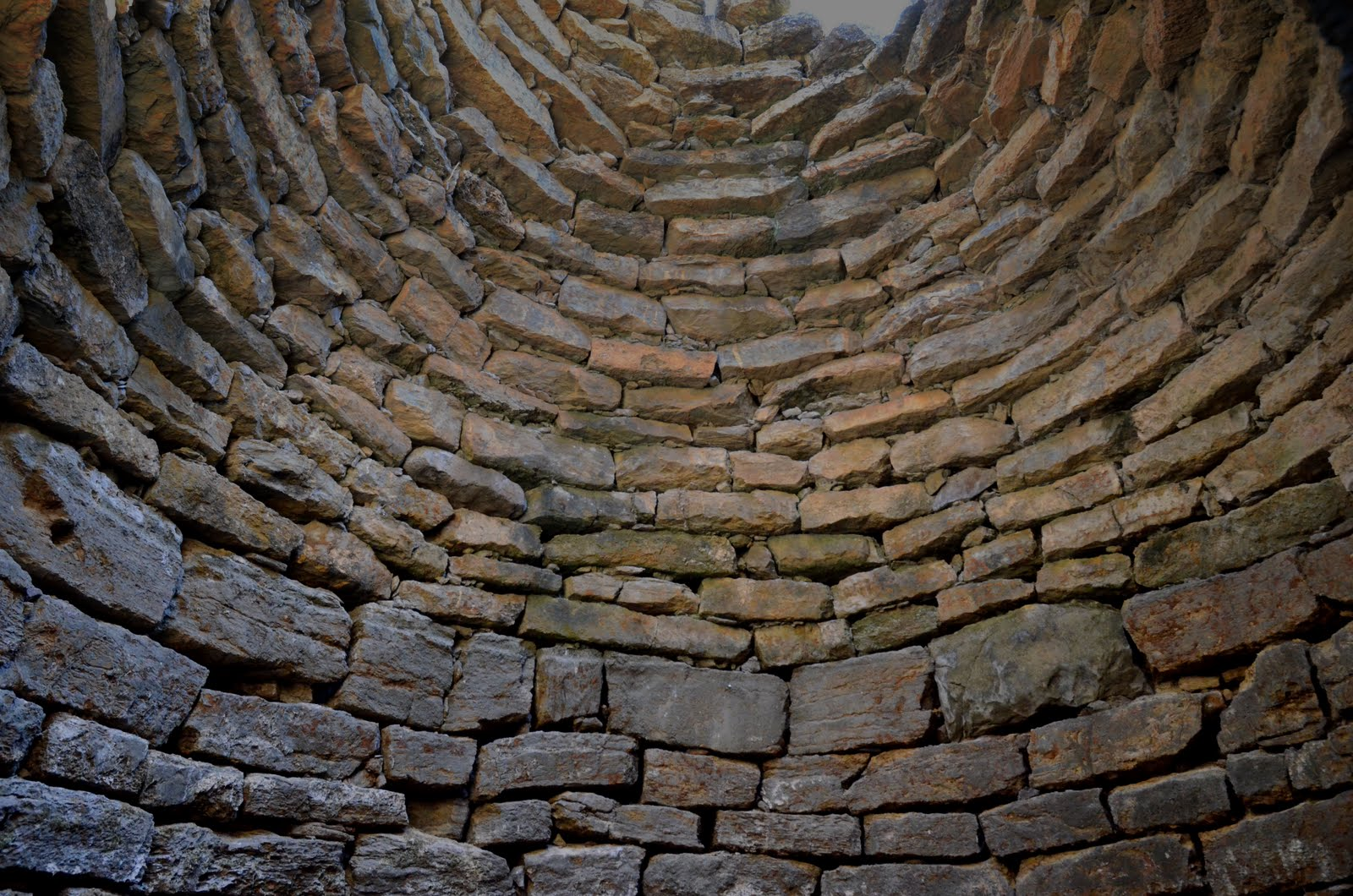
Le tholos vu de l'intérieur
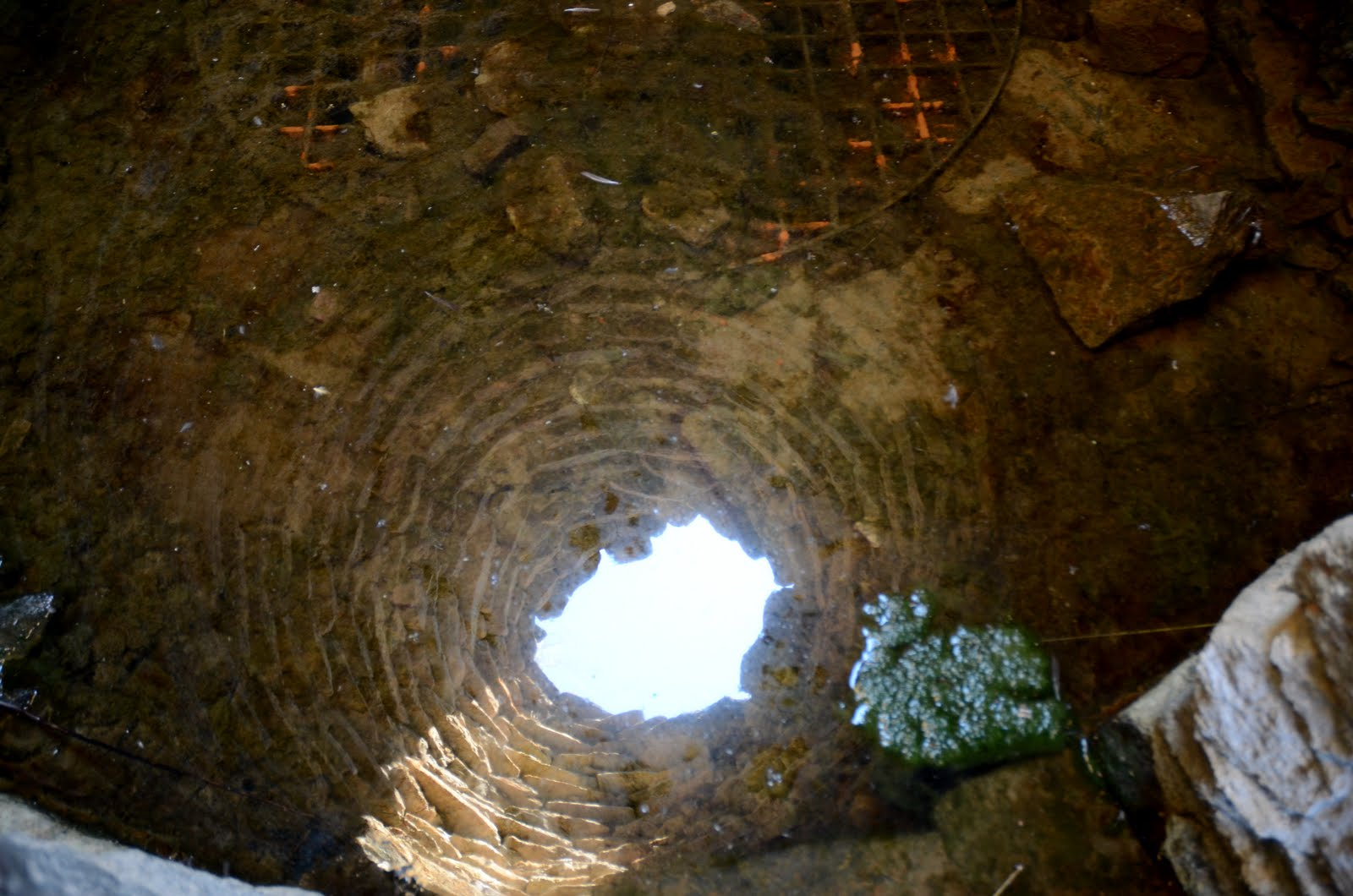
Base du tholos, avec pavement et accès au puits, protégé par une grille
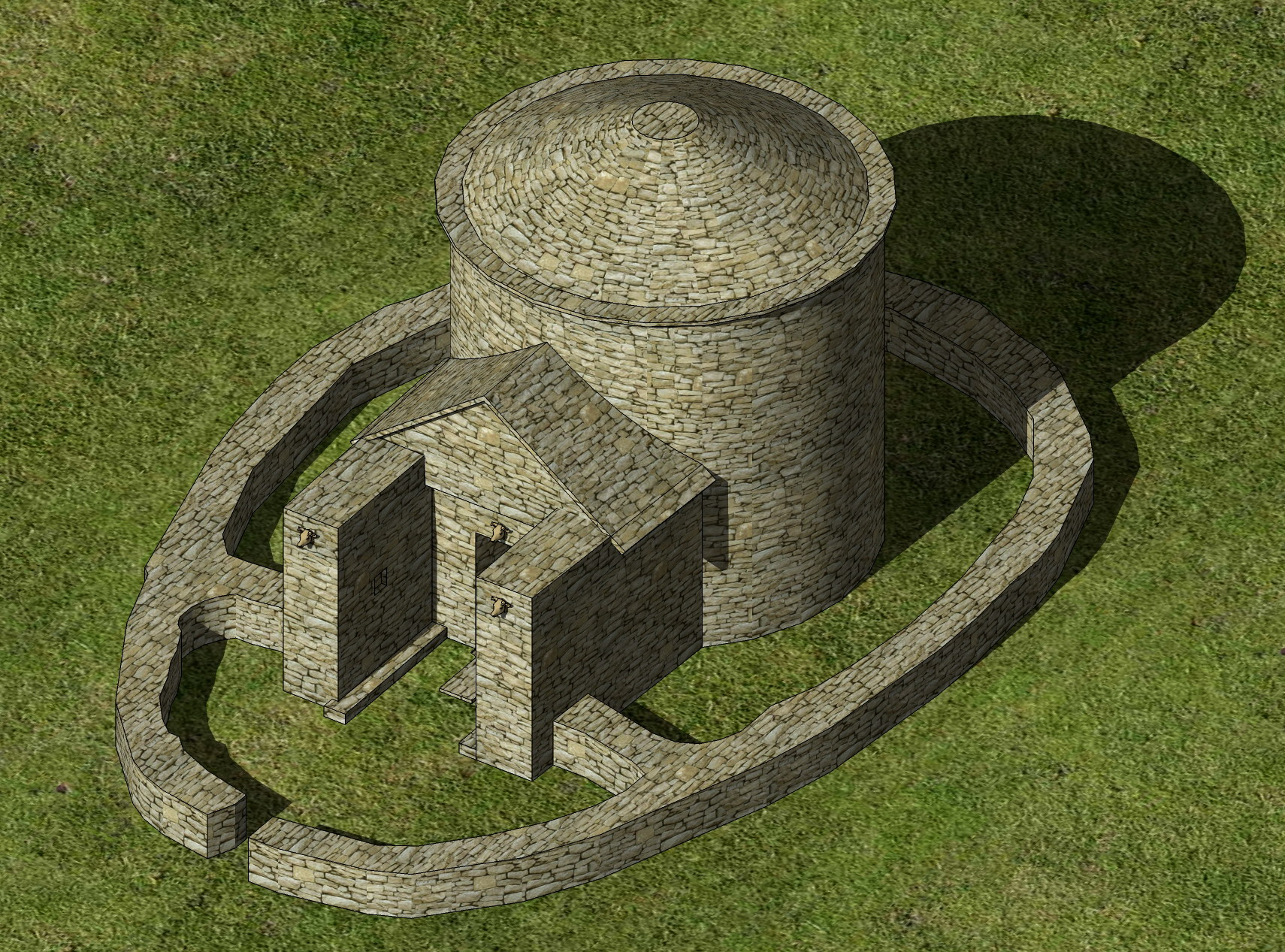
Ricostitution graphique du puits sacré
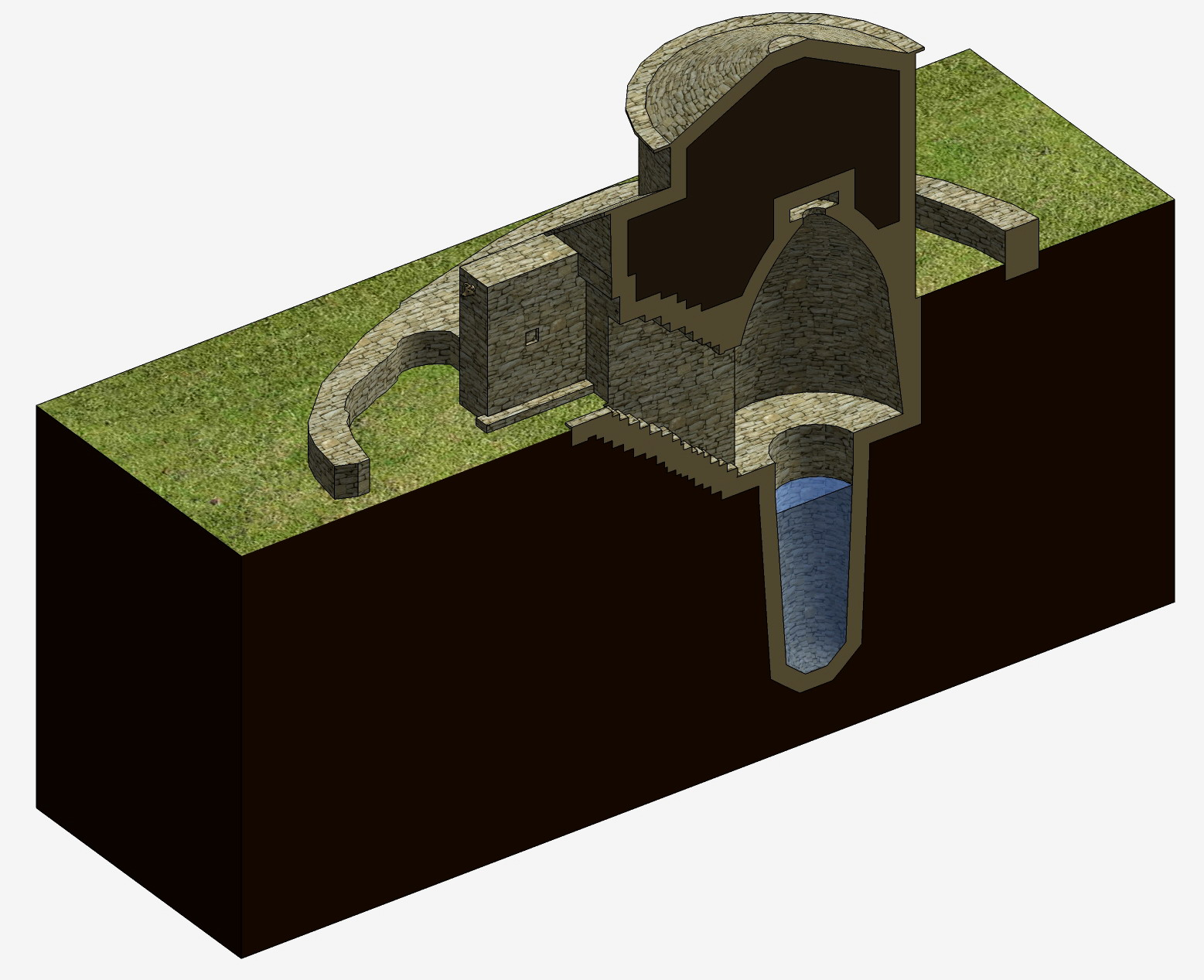
Reconstitution, coupe